# Augustine Pagnol
Pour les articles homonymes, voir Pagnol.
Augustine  Pagnol, née Lansot le 11 septembre 1873 et morte le 16 juin 1910 à Marseille, est une couturière française, entrée dans la postérité comme mère de l'écrivain et cinéaste Marcel Pagnol.
La personnalité et la vie de famille d'Augustine et de son mari Joseph Pagnol sont présentées dans la série des quatre romans autobiographiques des Souvenirs d'enfance, et plus particulièrement dans La Gloire de mon père et Le Château de ma mère.

## Biographie
Augustine Pauline Henriette Lansot est issue d'une souche normande du Cotentin installée par la suite en Bretagne, jusqu'à ce que son grand-père Auguste Lansot, mécanicien de marine, soit muté de Lorient à Marseille, où son fils, Guillaume Lansot, également mécanicien de machines à vapeur, décide de se fixer.
Augustine, couturière, épouse Joseph Pagnol, instituteur, en 1889. Elle aura plusieurs enfants, dont Paul Pagnol et Marcel Pagnol.
Elle meurt d'une pneumonie le 16 juin 1910, à l'âge de 36 ans. Marcel a alors 15 ans.
Elle est enterrée dans la tombe de son fils, Marcel, au cimetière de la Treille.

## Augustine Pagnol au cinéma

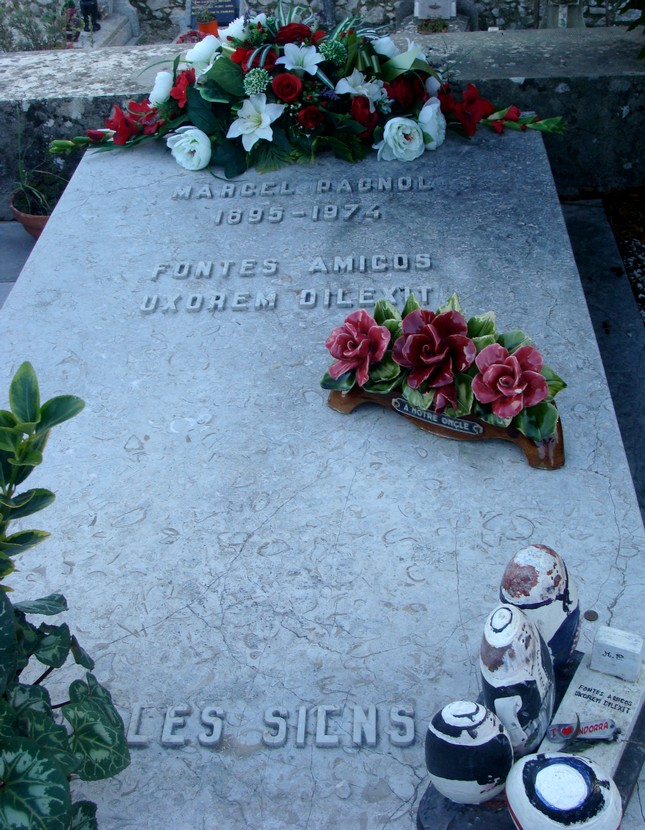
Tombe de Marcel Pagnol où est inhumée aussi sa mère Augustine.

Dans les adaptations cinématographiques réalisées par Yves Robert, La Gloire de mon père et Le Château de ma mère (1990), son personnage est interprété par Nathalie Roussel. Dans celles de Thierry Chabert, Le Temps des secrets et Le Temps des amours (2006), par Armelle Deutsch. Enfin dans Le Temps des secrets (2022) de Christophe Barratier, c'est Mélanie Doutey qui joue le rôle d'Augustine Pagnol.